# Pristimantis zoilae
Pristimantis zoilae é uma espécie de anfíbio caudado da família Strabomantidae. Está presente na Colômbia. A UICN classificou-a como deficiente de dados.